# Pendaloma micans
Pendaloma micans är en musselart som först beskrevs av Hedley 1901.  Pendaloma micans ingår i släktet Pendaloma och familjen Periplomatidae. Inga underarter finns listade i Catalogue of Life.